# Poutre (construction)
Pour les articles homonymes, voir Poutre.

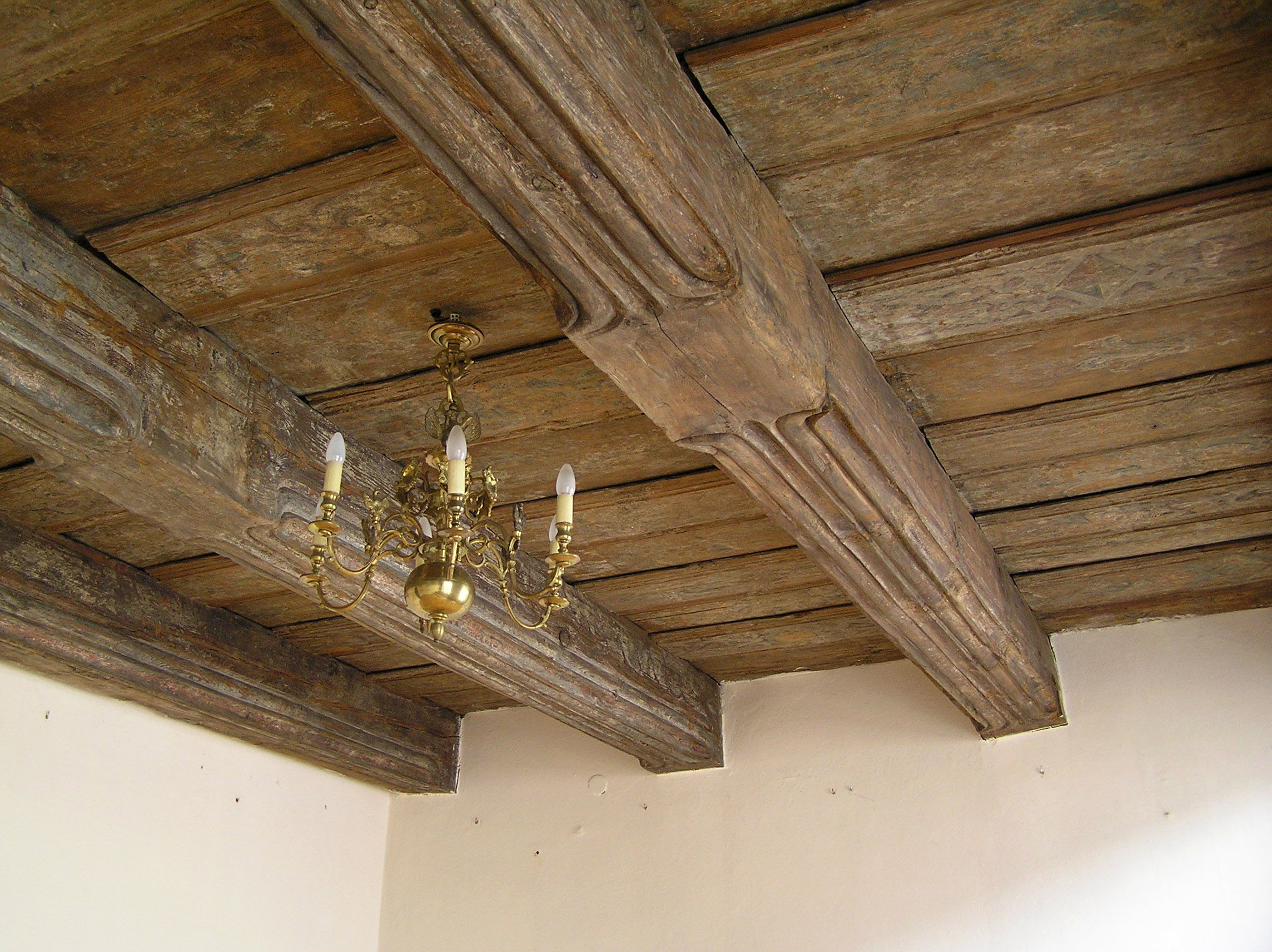
Poutres et solives dans une maison polonaise

Une poutre est à l'origine un bois de brin, de manière préférentielle du chêne, équarri à la scie de long ou à la hache (cognée, herminette et doloire de charpentier), et qui était donc de toute la grosseur des arbres; c'est-à-dire qu'on n'avait enlevé du tronc que les dosses, laissant le duramen quasi intact. Elle peut servir à faire des clôtures.
Le côté d’une poutre est selon NF B50-002 supérieur à 120 millimètres.
La poutre visible est un élément d'architecture traditionnel dans les bâtisses où l'apparat est important. Aussi bien en architecture classique que moderne, ses faces sont alors en général travaillées, donnant un aspect soigné, voire sculpté, pour par exemple former une ornementation ou un rythme de plafond. Les poutres de structure ne sont parfois qu'une partie renforcée par une armature dans un élément de construction (par exemple le filet pour soutenir une cloison dans un plancher).

## Généralités

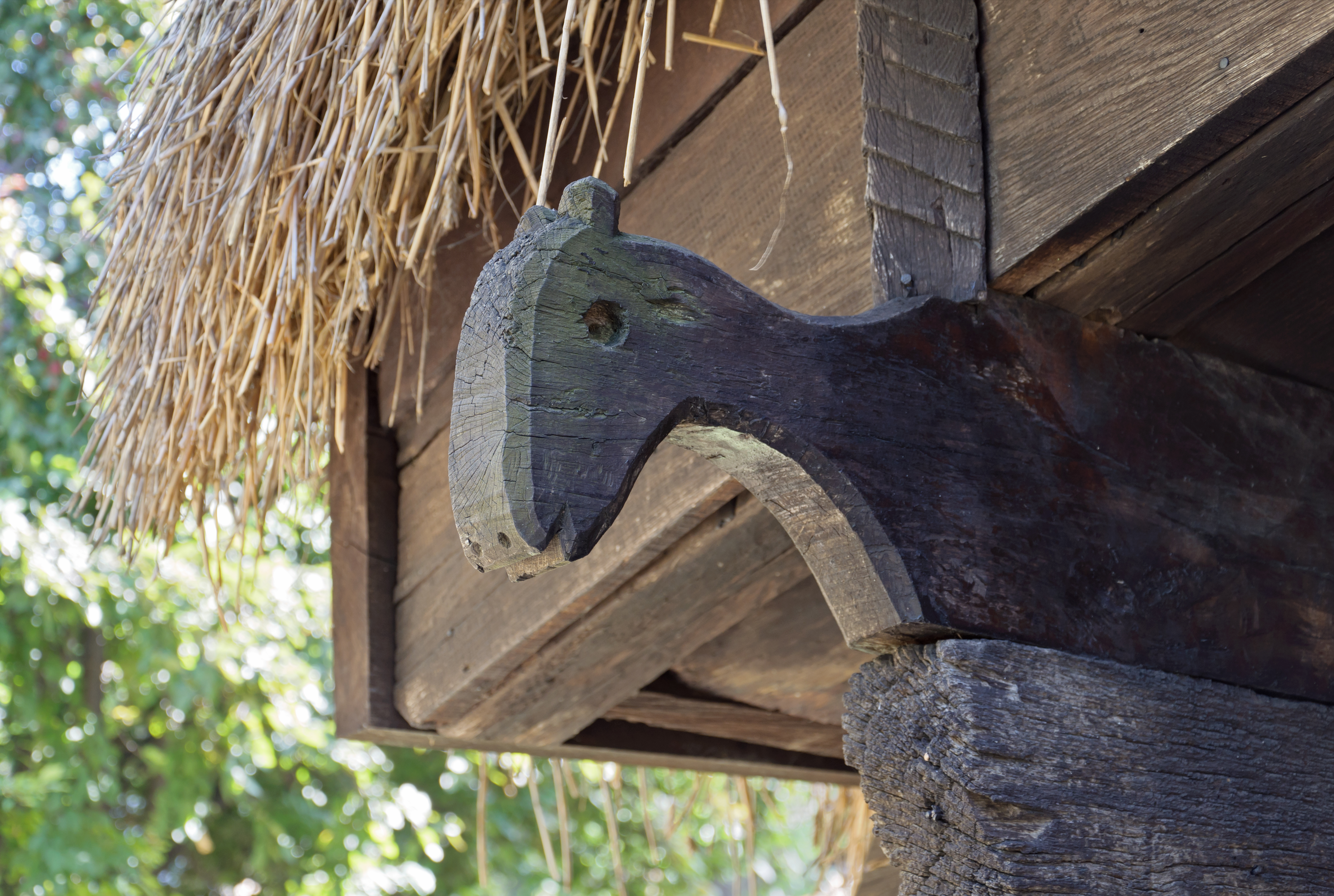
Poutre débordante sculptée d'une maison roumaine (XIXe siècle) (musée du village roumain, Bucarest).

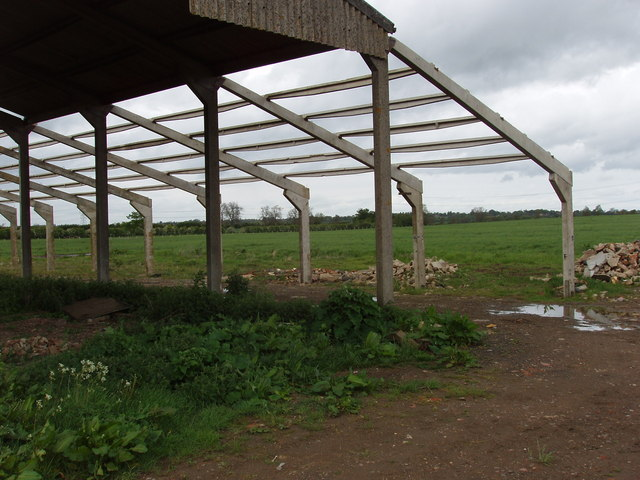
Poutres en béton formant la structure d'une grange en Angleterre.

Les poutres supportent les lambourdes pour faire le plancher entre murs pignons et murs long-pans ou murs de refend.
Elles peuvent servir d'ossature simple supportant les chevrons pour faire la toiture. Dans une charpente de toit composée, poutre désigne surtout les arbalétriers ou les solives porteuses.
Les poutres ont servi dans les constructions de linteau à la place des pierres massives, antérieurement aux arcs, au-dessus des portes et fenêtres dans leurs baies.
Elles servent de structure de balcon en tant que poutres de plancher prolongées et débordantes à l'extérieur du bâtiment dans l'architecture du XVIIe siècle.
Elles sont devenues des pièces en fer reprenant principalement dans les baies les charges des allèges constituant les pleins de travée, bande horizontale du mur bâti au-dessus des fenêtres de l'étage inférieur, et les charges des planchers.
Ces pièces de construction en métal coulé sont ensuite devenues des assemblages rivetés ou soudés à base de plats et cornières puis des « profils » laminés ou soudés à âme pleine (Voir architecture métallique).
Dans l'architecture moderne du XXe siècle les poutres sont des éléments de béton armé coulés sur place avec leur ferraillage, puis dans la deuxième moitié du XXe siècle, des poutres préfabriquées, coulées au sol hors-place. Le système d'industrialisation de la construction individuelle a abouti au système poutrelle-hourdis.
Les poutres précontraintes, pourvues de câbles de précontraintes incorporés et tendus avant la prise du béton, sont souvent utilisées lorsqu'il est nécessaire d'atteindre de grandes portées ou de supporter d'importantes charges.
Le bois a aussi fait son retour avec le lamellé-collé. En construction, le concept de poutre a, en premier lieu, donné les fermes de la charpente, poutres composées utilisées différemment de la conception habituelle des poutres, l'utilité est ici la pente versante et non le support horizontal, et les pannes, poutres simples horizontales. Le concept s'est étendu jusqu'à l'édification de grands caissons en métal et béton, par exemple des bâtiments dont le premier étage surélevé au travers d'une rue constitue à lui seul une poutre à caisson dont les âmes sont percées des baies de fenêtre, leurs allèges étant calculées et fabriquées en un assemblage de tirant renforcé en partie basse d'âme de poutres-cloisons, et, exemple extrême, l'Arche de la Défense.

## Quelques caractéristiques
- La poutre a une section où la hauteur est plus grande que la largeur, selon son modèle de calcul.
- La poutre continue est une poutre sur plusieurs appuis ; elle a une section plus faible que les poutres sur deux appuis pour une même portée.
- La poutre est pleine (massive) ou composée (assemblage de membrures, assemblage à jours).
- La poutre peut être composée de plusieurs matériaux par exemple bois et métal, béton et métal pour l'assemblage mais aussi pour les caractéristiques physiques.
- La poutre des constructions industrielles constituée de bielles et membrures comprimées et tirants tendus formant des triangles est une poutre en treillis.
- Le profil de la poutre métallique industrielle à section constante est normalisé (IPE, IPN, HEA, UPA, etc., la première lettre donne la forme de la section), elle a un sens de pose impératif.
- La poutre-caisson est une poutre de section creuse et fermée.
- La poutre-cloison ou poutre-voile est une poutre de grande hauteur dont le rapport hauteur sur longueur est supérieur à 0,5 et dans laquelle se développe un effet de voûte. Les poutres-voiles sont armées, en partie basse, par un tirant qui reprend la traction engendrée par l'effet de voûte. En pratique, il s'agit de murs qui ne sont appuyés qu'à leurs extrémités et sont donc fléchis.
- La forme longitudinale donnée à la poutre est :
  - un rectangle,
  - un trapèze partie longue en haut,
  - une portion de cercle à arc en bas corde en haut,
  - un rectangle mixtiligne, rectangle découpé en bas d'une hyperbole centrée vers le bas.
- La semelle de poutre est son élément bas ou sa face basse, la partie de socle servant d'appui.
- La retombée de poutre est la face visible de la poutre par-dessous.
- Si la poutre est solidaire de deux piliers séparés elle constitue alors un portique où :
  - la poutre peut être totalement encastrée des deux côtés et avoir une âme plus mince en son milieu,
  - la poutre peut être articulée à ses extrémités en appui et avoir une âme plus mince à ses extrémités,
  - la poutre peut être articulée en son milieu et est encastrée aux piliers, et est une composition de 2 potences face à face.
- Les poutres de la construction ancienne reposaient sur des corbeaux sculptés, en construction récente elle repose sur des consoles avec des platines intermédiaires de positionnement ou de jeu de dilatation-rétraction.
- La poutre sur deux appuis aux extrémités a sa partie haute en compression et sa partie basse en tension.
- La poutre en porte-à-faux encastrée dans un appui est en flexion, a sa partie haute en tension et sa partie basse en compression.

## Calcul

Schéma simplifié en 2 dimensions d'une poutre non-chargée (en haut) et d'une poutre chargée uniformément (en bas).

Les différentes pièces qui entrent dans la composition d'un ouvrage métallique sont ordinairement assimilables à des prismes droits symétriques par rapport à un plan moyen, et elles sont sollicitées par des forces situées dans ce plan et normales à la direction de ces pièces. Dans certains cas il est nécessaire de prévoir l'action de forces obliques agissant toujours dans le plan de symétrie.
On distingue plusieurs espèces de déformations simples des corps prismatiques :
- Un allongement que ces corps subissent sous l'influence d'une force dirigée suivant leur axe, force de traction ;
- la compression des mêmes corps - l'inverse de l'allongement ;
- le cisaillement ou glissement transversal ; imaginant une section transversale d'un corps, et deux forces parallèles à cette section dirigées en sens contraire et agissant l'une à droite l'autre à gauche de la section ; il tend à se produire un glissement dans le plan de la section, c'est-à-dire normalement aux fibres, c'est ce qu'on appelle le cisaillement ;
- la flexion, lorsque les plans de deux sections transversales ne font plus entre eux le même angle qu'auparavant l'intersection de ces deux plans étant restée parallèle à elle-même ;
- la torsion, lorsque les plans de deux sections transversales parallèles ont tourné l'un par rapport à l'autre d'un certain angle autour de leur perpendiculaire commune.

En général un corps n'est pas soumis seulement à l'une de ces déformations simples, plusieurs déformations telles que la flexion et la torsion coexistent et produisent une déformation complexe dans laquelle il faut rechercher les mouvements élémentaires.